# Adalet Ağaoğlu
Adalet Ağaoğlu (n. 13 octombrie 1929, Nallıhan⁠(d), Ankara (il), Turcia – d. 14 iulie 2020, Istanbul, Turcia) a fost o romancieră și dramaturgă turcă. Ea este considerată una dintre principalii romancieri ai literaturii turce din secolul al XX-lea.
De asemenea, a scris eseuri, memorii și povestiri.

## Viață și carieră
S-a născut în Nallıhan, Provincia Ankara în 1929.
Ca autoare, dramaturgă și activist pentru drepturile omului, a devenit una dintre cei mai prețuiți romancieri turci. Este considerată una dintre cei mai importanți autori contemporani, o intelectuală venerată, proza ei bine construită este un echilibru între un mediu realist al Turciei și elemente humaniste ale presiunii sociale și a prejudecaților sexiste. 
A fost premiată cu numeroase onoruri pe lângă premiile pentru literatură pe care le-a caștigat pentru romane, povestiri și drame.
A primit Premiul Prezidențial pentru Cultură și Arte Mari al Turciei în 1995. În 1998 i-a fost acordat doctoratul onorific în filozofie de către Universitatea Anadolu, urmat doctoratul pentru literatură acordat de Universitatea Statului Ohio.

## Opera

### Drame
- Yașamak – 1955
- Evcilik Oyunu – 1964
- Sınırlarda Așk – 1965
- Çatıdaki Çatlak – 1965
- Tombala – 1967
- Çatıdaki Çatlak 1967
- Sınırlarda Așk-Kıș-Barıș 1970
- Üç Oyun: Bir Kahramanın Ölümü, Çıkıș, Kozalar 1973
- Kendini Yazan Șarkı 1976
- Duvar Öyküsü 1992
- Çok Uzak-Fazla Yakın 1991

### Romane
- Ölmeye Yatmak – 1973
- Fikrimin İnce Gülü – 1976
- Bir Düğün Gecesi – 1979
- Yazsonu – 1980
- Üç Beș Kiși – 1984
- Hayır... – 1987
- Ruh Üșümesi – 1991
- Romantik Bir Viyana Yazı – 1993

## Vezi și
- Listă de dramaturgi turci